# Da-iCE BEST
『Da-iCE BEST』（ダイス・ベスト）は、Da-iCEが2019年6月6日にリリースした初のベスト・アルバム。

## 概要
Da-iCEがメジャー・デビュー6周年を記念してリリースした自身初のベスト・アルバム。
完全生産限定 SPECIAL BOX【2CD＋3Blu-ray＋SPECIAL BOOKLET＋SPECIAL GOODS】、初回限定盤A【2CD＋Blu-ray】、初回限定盤B【2CD＋2Blu-ray】、初回フレッシュプライス盤 or 通常盤【CD only】の4形態で発売された。

## 収録内容

### DISC 1：Da-iCE BEST
- メジャーデビュー以来6年間でリリースしてきたシングル表題曲全16曲に加え、新録曲2曲を収録。

1. SHOUT IT OUT
  - 1stシングル表題曲
2. TOKI
  - 2ndシングル表題曲
  - 札幌大学 CMソング
3. ハッシュ ハッシュ
  - 3rdシングル表題曲
4. もう一度だけ
  - 4thシングル表題曲
5. BILLION DREAMS
  - 5thシングル表題曲
  - テレビ朝日系全国放送「Break Out」4月度エンディング・トラック
6. エビバディ
  - 6thシングル表題曲
7. HELLO
  - 7thシングル表題曲
8. WATCH OUT
  - 8thシングル表題曲
  - テレビ朝日系全国放送「Break Out」4月度オープニング・トラック
9. パラダイブ
  - 9thシングル表題曲
  - テレビ朝日系「musicるTV」7月度オープニングテーマ
  - ラグーナテンボス2016 夏 CMソング
10. 恋ごころ
  - 10thシングル表題曲
11. トニカクHEY
  - 11thシングル表題曲
  - テレビ朝日系「musicるTV」6月度エンディングテーマ
12. 君色
  - 12thシングル表題曲
  - タカラトミーアーツ「バンチオ バルーン(Bunch O Balloons)」公式タイアップソング
13. TOKYO MERRY GO ROUND
  - 13thシングル表題曲
  - リバーインターナショナル「ガリバー決算セール」CMソング
14. FAKESHOW
  - 14thシングル表題曲
  - 日本テレビ系「スッキリ」5月度エンディングテーマ
15. 雲を抜けた青空
  - 15thシングル表題曲
  - 札幌テレビ「ジョシスタ あいく的」12月エンディングテーマ
  - ABC朝日放送「今ちゃんの「実は・・・」」12月度エンディングテーマ
  - 千葉テレビ放送「ナイツのHIT商品会議室」12月度エンディングテーマ
16. FAKE ME FAKE ME OUT
  - 16thシングル表題曲
  - CBCテレビ「本能Z」6月度エンディングテーマ
  - テレビ東京系ドラマパラビ枠ドラマ『癒されたい男』主題歌
17. イチタスイチ
  - 新録曲
  - 日本テレビ系「スッキリ」6月度エンディングテーマ
18. TIME COASTER
  - 新録曲
  - 「ようこそ！！ワンガン夏祭り THE ODAIBA 2019」テーマソング
  - 本作リリース後にミュージック・ビデオが制作され、17thシングル「BACK TO BACK」の初回限定盤Ｂに、メイキング映像とともに収録された。

### Disc 2：Da-iCE Another BEST
- ファン投票で選ばれた上位10曲に加え、各メンバーが選ぶ5曲を収録。

1. わるぐち
  - 13thシングル「TOKYO MERRY GO ROUND」収録曲
  - ファン投票１位
  - dTV×FOD共同製作ドラマ『花にけだもの』主題歌
2. I still love you
  - 1stアルバム「FIGHT BACK」収録曲
  - ファン投票2位
  - UULAドラマ『僕の初恋をキミに捧ぐ』主題歌
3. You & I -5 Voice edit.-
  - 3rdシングル「ハッシュ ハッシュ」収録曲
  - ファン投票3位
4. Back To The Future
  - 2ndアルバム「EVERY SEASON」収録曲
  - ファン投票4位
  - 「第27回TVh杯ジャンプ大会」公式テーマソング
5. 空
  - 8thシングル「WATCH OUT」収録曲
  - ファン投票5位
6. DATE
  - 9thシングル「パラダイブ」収録曲
  - ファン投票6位
7. LOST LOVE
  - 1stアルバム「FIGHT BACK」収録曲
  - ファン投票7位
8. WELCOME！
  - 16thシングル「FAKE ME FAKE ME OUT」収録曲
  - ファン投票8位
  - 東建コーポレーション「ホームメイト」CMソング
9. what you say
  - 1stシングル「SHOUT IT OUT」収録曲
  - ファン投票9位
10. SIGN
  - 2ndシングル「TOKI」収録曲
  - ファン投票10位
11. 着れないままのコート
  - 2ndアルバム「EVERY SEASON」収録曲
  - 大野雄大セレクト曲
  - BeeTV/dビデオ『胸が鳴るのは君のせい』主題歌
12. Sugar High
  - 11thシングル「トニカクHEY」収録曲
  - 花村想太セレクト曲
13. Bodyguard
  - 4thシングル「BET」収録曲
  - 和田颯セレクト曲
14. Chocolate Sympathy
  - 3rdアルバム「NEXT PHASE」収録曲
  - 工藤大輝セレクト曲
15. Every Season
  - 2ndアルバム「EVERY SEASON」収録曲
  - 岩岡徹セレクト曲

### Disc 3：Da-iCE MUSIC VIDEO COLLECTION
- メジャーデビュー以降の全MVを収録。
- メンバーが交代交代で収録した副音声も収録。

1. SHOUT IT OUT
  - 1stシングル表題曲
2. TOKI
  - 2ndシングル表題曲
  - 札幌大学 CMソング
3. ハッシュ ハッシュ
  - 3rdシングル表題曲
4. もう一度だけ
  - 4thシングル表題曲
5. BILLION DREAMS
  - 5thシングル表題曲
  - テレビ朝日系全国放送「Break Out」4月度エンディング・トラック
6. エビバディ
  - 6thシングル表題曲
7. HELLO
  - 7thシングル表題曲
8. SUPER FICTION casts SKY-HI
  - 2ndアルバム「EVERY SEASON」収録曲
  - SKY-HIとのコラボレーション楽曲
9. Back To The Future
  - 2ndアルバム「EVERY SEASON」収録曲
  - 「第27回TVh杯ジャンプ大会」公式テーマソング
10. Every Season
  - 2ndアルバム「EVERY SEASON」収録曲
11. WATCH OUT
  - 8thシングル表題曲
  - テレビ朝日系全国放送「Break Out」4月度オープニング・トラック
12. パラダイブ
  - 9thシングル表題曲
  - テレビ朝日系「Musicる TV」7月度オープニングテーマ
  - ラグーナテンボス2016 夏 CMソング
13. 恋ごころ
  - 10thシングル表題曲
14. Into You
  - 3rdアルバム「NEXT PHASE」収録曲
  - Ariana Grandeの楽曲の公認カバー曲。
15. BOND
  - 3rdアルバム「NEXT PHASE」収録曲
16. TWO AS ONE
  - 3rdアルバム「NEXT PHASE」収録曲
  - 『劇場版 ウルトラマンオーブ 絆の力、おかりします!』主題歌
17. トニカクHEY
  - 11thシングル表題曲
  - テレビ朝日系「musicるTV」6月度エンディングテーマ
18. 君色
  - 12thシングル表題曲
  - タカラトミーアーツ「バンチオ バルーン」公式タイアップソング
19. 大阪LOVER
  - コンピレーション・アルバム「The best covers of DREAMS COME TRUE ドリウタ Vol.1」収録曲
  - 12thシングル「君色」初回限定盤BのDVDに、ミュージック・ビデオ本編とメイキング映像が収録されている。
20. TOKYO MERRY GO ROUND
  - 13thシングル表題曲
  - ガリバーインターナショナル「ガリバー決算セール」CMソング
21. FAKESHOW
  - 14thシングル表題曲
  - 日本テレビ系「スッキリ」5月度エンディングテーマ
22. Flash Back
  - 4thアルバム「BET」収録曲
23. 雲を抜けた青空
  - 15thシングル表題曲
  - 札幌テレビ「ジョシスタ あいく的」12月エンディングテーマ
  - ABC朝日放送「今ちゃんの「実は…」」12月度エンディングテーマ
  - 千葉テレビ放送「ナイツのHIT商品会議室」12月度エンディングテーマ
24. この曲のせい - 5 Voice & acoustic ver. -
  - 15thシングル「雲を抜けた青空」収録曲
  - 4thシングル「もう一度だけ」収録曲の別バージョン。
25. FAKE ME FAKE ME OUT
  - 16thシングル表題曲
  - CBCテレビ「本能Z」6月度エンディングテーマ
  - テレビ東京系ドラマパラビ枠ドラマ『癒されたい男』主題歌
26. WELCOME！
  - 16thシングル「FAKE ME FAKE ME OUT」収録曲
  - 東建コーポレーション「ホームメイト」CMソング
27. イチタスイチ
  - 新録曲
  - 日本テレビ系「スッキリ」6月度エンディングテーマ

### Disc 4：“ふざけちゃって五面なサイ” 完全収録盤 ～本当に五面なサイ～ vol.1
- 1stアルバム「FIGHT BACK」から4thアルバム「BET」の初回限定盤DVDに収録された完全撮りおろしバラエティ企画「ふざけちゃって五面なサイ」を収録。
- 今作の発売に合わせて新たに撮りおろされた「ふざけちゃって五面なサイ ～ベストを尽くして、苦手克服！無敵で６周年を迎えよう！～」も収録。
- 15thシングル「雲を抜けた青空」初回限定盤Ｂに収録された「ふざけちゃって五面なサイ ～もうひとつのBETツアー in 韓国」は収録されていない。

1. ふざけちゃって五面なサイ
  - 1stアルバム「FIGHT BACK」収録映像
2. ふざけちゃって五面なサイ ～BE-BOP Da-iSCHOOL～
  - 2ndアルバム「EVERY SEASON」収録映像
  - 古坂大魔王がゲスト出演している。
3. ふざけちゃって五面なサイ ～Da-iCE HOUSE in 与論島～
  - 3rdアルバム「NEXT PHASE」収録映像
  - 「パラダイブ」ミュージック・ビデオ撮影を行った翌日に、与論島にて撮影された。

### Disc 5：“ふざけちゃって五面なサイ” 完全収録盤 ～本当に五面なサイ～ vol.2
1. ふざけちゃって五面なサイ ～弾丸韓国旅行～
  - 3rdアルバム「NEXT PHASE」収録映像
  - 午前4時にメンバーが集められて、そのままサプライズで日帰り韓国旅行をした。
2. ふざけちゃって五面なサイ ～もうひとつのBETツアー～
  - 4thアルバム「BET」収録映像
3. ふざけちゃって五面なサイ ～ベストを尽くして、苦手克服！無敵で６周年を迎えよう！～
  - 新録映像
  - 富士急ハイランドにて、自分の苦手なものを克服するというテーマで撮影された。

### SPECIAL BOOKLET
- これまでの軌跡や撮りおろし写真をたっぷり収録したフォトブック。
- 歌詞も印刷されている。

### GOODS
- これまでの軌跡や撮りおろし写真を使用したSPECIAL BOX限定のオリジナルタオル。

## 販売形態

### 完全生産限定 SPECIAL BOX
【2CD＋3Blu-ray＋SPECIAL BOOKLET＋SPECIAL GOODS】
- DISC 1：Da-iCE BEST
- DISC 2：Da-iCE Another BEST
- DISC 3：Da-iCE MUSIC VIDEO COLLECTION
- DISC 4：“ふざけちゃって五面なサイ” 完全収録盤 ～本当に五面なサイ～ vol.1
- DISC 5：“ふざけちゃって五面なサイ” 完全収録盤 ～本当に五面なサイ～ vol.2
- SPECIAL BOOKLET
- GOODS

### 初回限定盤A
【2CD＋Blu-ray】
- DISC 1：Da-iCE BEST
- DISC 2：Da-iCE Another BEST
- DISC 3：Da-iCE MUSIC VIDEO COLLECTION

### 初回限定盤B
【2CD＋2Blu-ray】
- DISC 1：Da-iCE BEST
- DISC 2：Da-iCE Another BEST
- DISC 3：“ふざけちゃって五面なサイ” 完全収録盤 ～本当に五面なサイ～ vol.1
- DISC 4：“ふざけちゃって五面なサイ” 完全収録盤 ～本当に五面なサイ～ vol.2

### フレッシュプライス盤 or 通常盤
【CD】
- DISC 1：Da-iCE BEST